# Conte di Cambridge
Conte di Cambridge fu un titolo nobiliare creato in tutto sette volte nel Regno d'Inghilterra.
Dal 1362 il titolo è strettamente legato alla famiglia reale.
Il primo conte della quarta creazione, il marchese di Hamilton, si trovò sesto nella linea di successione al trono di Scozia.
Il duca di Hamilton detiene attualmente il titolo di conte di Arran e Cambridge ma non è legato a questa contea.

## Elenco dei Conti di Cambridge della prima creazione
- William di Juliers, I conte di Cambridge (1299–1361)

## Elenco dei Conti di Cambridge della seconda creazione
- Edmondo Plantageneto, I duca di York (1341–1402)
- Edoardo Plantageneto, II duca di York (?–1415)

## Elenco dei Conti di Cambridge della terza creazione
- Riccardo Plantageneto, III conte di Cambridge (1373–1415)
- Riccardo Plantageneto, III duca di York (1412–1460)
- Edoardo Plantageneto, IV duca di York (1442–1483)

## Elenco dei Conti di Cambridge della quarta creazione
- James Hamilton, II marchese di Hamilton (1589–1625)
- James Hamilton, I duca di Hamilton (1606–1649)
- William Hamilton, II duca di Hamilton (1616–1651)

## Elenco dei Conti di Cambridge della quinta creazione
- Enrico Stuart, duca di Gloucester (1640–1660)

## Elenco dei Conti di Cambridge della sesta creazione
- Giacomo Stuart, duca di Cambridge (1663–1667)

## Elenco dei Conti di Cambridge della settima creazione
- Edgardo Stuart, duca di Cambridge (1667–1671)